# Le Siècle (journal)
Pour les articles homonymes, voir Siècle (homonymie).
Pour le club d’influence, voir Le Siècle.
Le Siècle, sous-titré Journal politique, littéraire et d’économie sociale, est un quotidien français qui paraît à Paris du 1er juillet 1836 au 28 juin 1932. De tendance monarchiste constitutionnelle lors de sa création, il accroît rapidement son audience jusqu’à dépasser La Presse d'Émile de Girardin. En 1848, il devient républicain. Il connaît sa période la plus prospère sous le Second Empire, puis perd une grande partie de son influence sous la Troisième République.

## La création duSiècleet son essor sous la monarchie de Juillet (1836-1848)
Fondé, sous la monarchie de Juillet, par Armand Dutacq en qualité de directeur et administrateur, l’entreprise est constituée au capital de 600 000 francs placé sous sa gérance jusqu’en 1839. Lancé sous l’égide des députés de l’opposition constitutionnelle (Jacques Laffitte, Jacques Charles Dupont de l'Eure, Eusèbe de Salverte), Le Siècle représente l’organe de la gauche dynastique (monarchistes constitutionnels de gauche) dont le chef, Odilon Barrot, avocat et député, est l’un des principaux propriétaires. La direction politique du journal est assurée par Hercule Guillemot, puis François Adolphe Chambolle jusqu’en 1848. Les premiers rédacteurs étaient Édouard Lemoine, Hippolyte Lamarche, Louis-Augustin-François Cauchois-Lemaire.
Louis Desnoyers, ancien rédacteur de La Caricature et du Charivari, dirige la partie littéraire du journal à laquelle ont contribué de nombreux écrivains, dont Charles Nodier, Léon Gozlan, Alphonse Karr, Henri Monnier, Élie Berthet, Jules Sandeau. Honoré de Balzac y livra sa première édition de Béatrix en août 1839, Une fille d'Ève en décembre 1838 et janvier 1839, Pierrette en janvier 1840, La Fausse Maîtresse en décembre 1841, Albert Savarus en 1842 et un homme d'affaires en 1844.
Créé le même jour que La Presse d'Émile de Girardin, Le Siècle subit d’abord la concurrence de son rival ; mais très vite il élargit son audience (d’un tirage de 11 138 exemplaires en 1837, il passe à 33 366 en 1840) et continue de prospérer jusqu’en 1848. Ce succès tient en particulier aux innovations techniques qui transforment la presse, à l’insertion de la publicité qui fait baisser le coût du périodique, ainsi qu’à l’apparition du roman-feuilleton qui captive les lecteurs ; mais il s’explique aussi par des facteurs inhérents au Siècle : la tenue de la rédaction, l’attrait que le journal exerce sur les classes moyennes instruites, une large diffusion dans le pays, essentiellement par abonnement (en 1846, le nombre de ses abonnés hors Paris s’élève à 21 500 sur un total de 32 800) ; à cela s’ajoute le fait d’être dans l’opposition, avantage que n’avait pas alors La Presse. Sur les années 1840, son tirage moyen est de 35 000 exemplaires par jour contre 20 000 pour La Presse.

## Le Siècledevient républicain (1848-1851)
En 1848, sous la Seconde République, Le Siècle devient « franchement républicain ». En désaccord avec la nouvelle orientation du journal, Chambolle laisse sa place à Louis Perrée qui en assume la direction jusqu’à sa mort en 1851, le directeur gérant étant Claude Tillot, père du peintre Charles Tillot. Dans cette période, les rédacteurs sont Louis Jourdan, Hippolyte Lamarche, Émile de La Bédollière, A. Husson:25,:377-8, Pierre Bernard et Auguste Jullien. Au lendemain du coup d'État du 2 décembre 1851, Léonor Havin, député de la Manche et conseiller d’État, qui a eu la chance de siéger à l’Assemblée nationale aux côtés de Louis-Napoléon en 1848, prend les rênes du journal qu’il dirigera sans interruption jusqu’en 1868. Sous la direction de ce « riche Normand avisé », le journal va devenir une institution.

## L’apogée puis le recul sous le Second Empire (1852-1870)
Vers 1850, Léon Plée, un passionné de politique étrangère, entre au Siècle où, après avoir fait les articles Variétés du dimanche, sous les initiales L. P., il reprend l’article politique laissé vacant par la mort de Perrée. C’est à lui qu’on doit l’innovation du Bulletin politique adopté par la suite par tous les journaux sans exception. Sous son impulsion, Le Siècle va devenir un journal républicain modéré opposé au régime de Napoléon III. À la suite du coup d’État, le journal suspendit sa publication et reçut par la suite de nombreux avertissements, ce qui ne l’empêchera pas de soutenir la politique extérieure des nationalités menée en Europe par l’Empereur, en particulier lors de la campagne d’Italie en 1859. Toléré par le nouveau pouvoir, il représentera presque à lui seul la presse républicaine, démocratique et anticléricale.
Bien diffusé dans l’ensemble du pays auprès d’un public bourgeois et libéral, Le Siècle, réputé anticlérical et voltairien, augmente son audience jusqu’à devenir le plus influent des quotidiens français de l’époque. Ses principaux rédacteurs sont Joseph Vilbort et Louis Jourdan. Le journal est bien représenté parmi la moyenne et petite bourgeoisie industrielle et commerçante, notamment en province. Son poids lors des élections est considérable, en dépit de son attitude jugée équivoque ou trop prudente, surtout à Paris. En 1860-61, au plus fort de son audience, il tire à 52 300 exemplaires. Il enregistre ensuite un reflux (de 42 000 en 1866 à 35 000 en 1869-70). Dans les mêmes années, Le Figaro, qui a changé de formule et devient quotidien en 1866, augmente son tirage de 55 000 à 65 000 exemplaires. Quant au Petit journal, quotidien non-politique à grand tirage paru en 1863 et vendu au numéro à un sou, il atteint des sommets (300 000 exemplaires en 1869-70). Un autre journalisme s’affirme, moins avide d’idées que d’émotions et de faits.
En 1868, le duc d'Aumale prend une participation dans le journal Le Siècle, par l'intermédiaire de Léon Plée.
Cependant, en avril 1870, le banquier républicain Henri Cernuschi prend une participation de 600 000 francs dans le journal, et se lie d’amitié avec le magistrat Gustave Chaudey, homme politique, exécuteur testamentaire de Proudhon et membre de l’Internationale, rédacteur et membre du comité de surveillance du Siècle.

## Le déclin sous la Troisième République (1870-1932)
Sous la Troisième République, Le Siècle est publié, d’octobre 1870 à mars 1871, à Poitiers, chez Oudin, puis à Bordeaux, chez Bord puis chez J. Péchade fils ainé. Le 22 janvier 1871, Chaudey, accusé d’avoir fait, en sa qualité de maire-adjoint de Paris, tirer sur la foule à l’Hôtel de Ville, fut arrêté dans les bureaux du Siècle par les Communards, le 14 avril 1871, et exécuté lors de la Semaine sanglante sur ordre du procureur de la Commune Raoul Rigault. Du 16 au 21 mai 1871, en pleine guerre civile, le quotidien sera suspendu par la Commune. Échappant de peu à l’exécution ordonnée par le général versaillais Lacretelle, Cernuschi quitte Le Siècle, part en voyage en Chine avec son ami Théodore Duret et ne vend ses actions dans le journal qu’en 1879, alors que la République est bien installée.
Après 1871, le Siècle ne retrouve pas l’influence qu’il avait dans son rôle d’opposant. Ce « vieux journal d’abonnés » bien suivi en province, voit son tirage chuter de 35 000 exemplaires en 1870 à 15 000 en 1880. Pour autant, le roman-feuilleton reste toujours porteur. C’est dans le Siècle que sont publiés la Fortune des Rougon (28 juin-10 aout 1870), la Conquête de Plassans (24 février 1874-25 avril 1874) et Son Excellence Eugène Rougon (25 janvier 1876-11 mars 1876) d'Émile Zola. Jules Vallès, sous le pseudonyme de « La Chaussade », y publie la première partie de la trilogie de Jacques Vingtras, sous-titrée Les beaux jours de mon enfance (25 juin 1878-3 aout 1878). Parmi les directeurs qui se succèdent dans cette période figurent Jules Simon (à partir de juillet 1874), remplacé après son entrée à la présidence du Conseil par Joseph Magnin (décembre 1879). En 1886, Jean Dupuy rachète Le Siècle déclinant, puis le quitte pour la direction du Petit Parisien, en pleine expansion.
À la tête de la rédaction depuis le 20 avril 1892, le républicain radical et libéral Yves Guyot se distingue durant l'affaire Dreyfus en soutenant courageusement le militaire dans des articles signés entre autres par Joseph Reinach, Raoul Allier et Félix Pécaut, et devint d’une certaine manière le porte-parole de la Ligue des Droits de l’homme nouvellement créée.
Tout en conservant sa place dans la gauche républicaine modérée, Le Siècle perd peu à peu l’essentiel de son audience jusqu’en 1917 (son tirage est alors réduit à 1 000 ex.). Il disparaît définitivement le 28 juin 1932, presque un siècle après sa création.

## Réception
« On ne peut exagérer la puissance du Siècle ni trop éviter de lui déplaire. On m’a conté qu’au commencement de la dernière guerre, Garibaldi, entrant dans je ne sais quelle ville, fut salué par les acclamations de la foule : « C’est l’homme du siècle », criait-on de tous côtés. Le correspondant d’un journal français qui se trouvait là comprit imparfaitement le cri populaire ; il s’imagina qu’on criait avec enthousiasme en voyant Garibaldi : « C’est un abonné du Siècle », et il transmit à Paris cet indice curieux de l’universelle popularité du grand journal. Il ne se trompait qu’à demi. Homme du siècle, abonné du Siècle, c’est tout un ; et quiconque ne lit point Le Siècle ou ne le respecte point n’est point de son siècle. »

— Lucien-Anatole Prévost-Paradol, Journal des débats, 27 mai 1860